# (783) Nora
(783) Nora (1914 UL) is een planetoïde in de hoofdgordel. De planetoïde werd op 18 maart 1914 ontdekt door de Oostenrijkse astronoom Johann Palisa in de Weense Urania-sterrenwacht. Op advies van vrienden vernoemde hij het object naar Nora Helmer, het rebelse hoofdpersonage uit het grensverleggende werk Een poppenhuis van de Noorse toneelschrijver Henrik Ibsen. Eerder op de dag had hij (782) Montefiore ontdekt.
Nora is een steenachtige planetoïde van 40 km diameter.